# Anisodactylina
Los anisodactilinos (Anisodactylina) son una subtribu de coleópteros adéfagos de la familia Carabidae.
Hay 350 especies en 30 géneros.

## Géneros
Tiene los siguientes géneros:
- Allendia Noonan, 1974
- Allocinopus Broun, 1903
- Amphasia Newman, 1838
- Anisodactylus Dejean, 1829
- Anisostichus Emden, 1953
- Cenogmus Sloane, 1898
- Chydaeus Chaudoir, 1854
- Crasodactylus Guérin-Méneville in Lefebvre, 1847
- Criniventer Emden, 1953
- Diachromus Erichson, 1837
- Dicheirus Mannherheim, 1843
- Gaioxenus Broun, 1910
- Geopinus J. LeConte, 1848
- Gnathaphanus W.S. Macleay, 1825
- Gynandromorphus Dejean, 1829
- Haplaner Chaudoir, 1878
- Haplanister Moore, 1996
- Harpalomimetes Schauberger, 1933
- Hiekea Ito, 1997
- Hypharpax W.S. Macleay, 1825
- Notiobia Perty, 1830
- Parabaris Broun, 1881
- Progonochaetus G. Müller, 1938
- Pseudamphasia Casey, 1914
- Pseudanisotarsus Noonan, 1973
- Pseudognathaphanus Schauberger, 1932
- Rhanagnathus Basilewsky, 1950
- Rhysopus Andrewes, 1929
- Scybalicus Schaum, 1862
- Smirnowia Lutshnik, 1922
- Triplosarus H.W. Bates, 1874
- Xestonotus J. LeConte, 1853